# Тамбовский колхозник (танковая колонна)
«Тамбовский колхозник» или Танковая колонна «Тамбовский колхозник» — танковая колонна, созданная на средства тамбовских колхозников по инициативе коллектива колхоза «Красный доброволец» Избердеевского (ныне Петровского) района Тамбовской области и переданная 12 — 15 декабря 1942 года формированиям бронетанковых и механизированных войск (БТиМВ) ВС Союза ССР.
В общей сложности на средства тамбовских колхозников было изготовлено 292 танка (Т-34 и Т-70).

## История создания[1][2][3][4]
Инициатор сбора средств — коллектив колхоза «Красный доброволец» — 7 ноября 1942 года на общем собрании постановил собрать деньги на танковую колонну. Первым внёс 5 тысяч рублей председатель колхоза В. Т. Мананников, а всего за три дня удалось собрать более 40 тысяч рублей.
12 ноября 1942 года областная газета «Тамбовская правда» опубликовала письмо избердеевцев с призывом к колхозникам области поддержать их почин, и к 25 ноября 1942 года жители области собрали на постройку танков 38 699 453 рублей. Поскольку стоимость даже одного танка была очень велика (например, стоимость одного Т-34 составляла от 269,5 тыс. рублей в 1941-м до 193 тыс. рублей в 1942-м), часть средств выделяло государство.

В начале декабря 1942 года секретарь тамбовского обкома ВКП(б) Волков направил на имя И. В. Сталина следующую телеграмму: 
Колхозники и колхозницы Тамбовской области в ответ на Ваш, товарищ Сталин, октябрьский доклад и приказ провели сбор средств на строительство танковой колонны «Тамбовский колхозник». В течение двух недель колхозники внесли наличными деньгами 40 миллионов рублей. Сбор средств на танковую колонну прошел как яркая демонстрация советского патриотизма колхозной деревни. Деньги находятся на текущем счету в отделениях Госбанка.
В ответ Сталин прислал следующую телеграмму, опубликованную в газете «Правда» 9 декабря 1942 года:
Передайте колхозникам и колхозницам Тамбовской области, собравшим 40 миллионов рублей в фонд Красной Армии на строительство танковой колонны «Тамбовский колхозник», — мой братский привет и благодарность Красной Армии. И. Сталин.
Тамбовские колхозники стали первыми, кому Верховный главнокомандующий И. В. Сталин выразил благодарность от имени Красной Армии.

## Памятники
Почин тамбовских колхозников был одним из первых в стране и оказал сильное влияние на последующие инициативы рабочих и колхозников страны по сбору средств для построения колонн вооружения и военной техники. Поэтому уже в 1949 году в Тамбове открыли памятник, на постамент которого водрузили танк Т-34 раннего образца, прошедший с боями от Сталинграда до Винницы. Первоначально на башне машины стоял номер 266, а на корпусе — текст: «Танк построен на средства тамбовских колхозников».

Тамбовский памятник являлся одним из первых образцов промышленного века, когда на постамент, выполненный в духе «сталинского классицизма», установили технику. Автор проекта — уроженец Тамбовского края, архитектор В. Г. Самородов. Идея, заложенная им в монументе, раскрывала смысл Победы, в которой ратный подвиг воинов основывался на трудовом героизме. Так, оформление постамента, имитирующего кладку из камней, могло символизировать вклад в общенародное дело каждого человек, работавшего в тылу. Об этом говорило и содержание не сохранившейся рельефной надписи северной плоскости постамента: 
Успехи Красной Армии были бы невозможны без поддержки народа, без самоотверженной работы советских людей на фабриках и заводах, шахтах и рудниках, на транспорте и сельском хозяйстве. Самоотверженный труд советских людей в тылу войдёт в историю наряду с героической борьбой Красной Армии, как беспримерный подвиг народа в защите Родины. Сталин. 

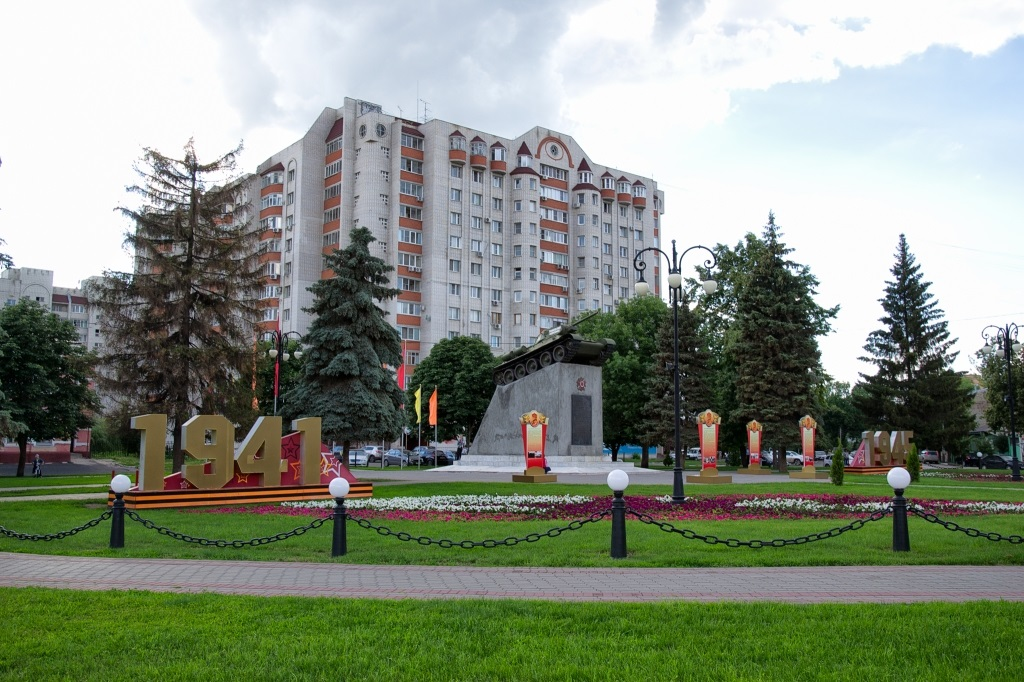
Памятник в Тамбове сегодня

Памятник в райцентре с. Петровском

С южной стороны воспроизводился текст телеграммы, присланной в Тамбов, в которой Верховный главнокомандующий передавал «мой сталинский привет и благодарность Красной Армии». Изображение рельефных знамён на фасаде и направление линии надписей с двух сторон как бы «возвышали» оба подвига — и боевой, и трудовой.
После реставрации все надписи восстановлены в исходное состояние, также восстановлен и фасад памятника.
Памятник почину установлен также в с. Петровском (центр Петровского района).

## Формирования имевшие боевые машины танковой колонны
1. 128-й Барановический Краснознамённый ордена Александра Невского танковый полк — сформирован на территории Тамбовской области, в его составе было 40 танков «Тамбовский колхозник». Свой путь полк начал от хутора Вертячий, освобождая Калач-на-Дону, Тормосин, Батайск, Тирасполь, Одессу, Слоним, Дебрецен, Брно.
2. 136-й отдельный танковый полк — также был сформирован на территории Тамбовской области и также получил 40 танков. Был переброшен в Сталинград, где вошёл в состав 2-й гвардейской армии. Полк освобождал Тормосин, Новочеркасск, Шахты, Батайск, Ростов-на-Дону, Матвеев Курган. После боёв за указанные населённые пункты практически все танки колонны были уничтожены. После пополнения под Тулой полк освобождал смоленскую и брянскую земли, Белоруссию, страны Восточной Европы.
3. 133-я отдельная танковая бригада, позже — 11-я гвардейская Корсуньско-Берлинская Краснознамённая орденов Кутузова, Суворова, Богдана Хмельницкого отдельная танковая бригада 2-й танковой армии — В её составе в марте 1943 в двухнедельном сражении за г.Севск Брянской обл. действовало 53 танка  Т-34 и Т-70 с надписями «Тамбовский колхозник» из 11-й гв отбр.  В этих тяжелейших боях с 4-й немецкой танковой дивизией 11-я гв отбр потеряла почти все танки, но немцев на р. Сев остановила.Оставшиеся танки переданы в 19-й танковый корпус, личный состав отправлен на переформирование.
4. «91-я отдельная танковая бригада — получила танки в Сталинграде у стен заводов Баррикады» и «Красный Октябрь» в самый напряжённый момент Сталинградской битвы. Бригада принимала непосредственное участие в разгроме окружённой группировки 6-й немецкой армии, а затем участвовала в битвах под Орлом, в Житомирско-Бердичевской, Проскуровско-Черновицкой и Львовско-Сандомирской операциях, освобождала Киев и Прагу, форсировала реку Одер и штурмовала Берлин.
5. 2-й танковый корпус — в его составе действовал 161 танк «Тамбовский колхозник».